# Héctor Belo
Héctor Belo Herrera Brusa (ur. 6 maja 1905 w Montevideo, zm. 3 marca 1936 tamże) – urugwajski szermierz.
Uczestniczył w Letnich Igrzyskach Olimpijskich, w 1924 roku, odpadając w eliminacjach.